# West-Duitse voetbalbeker 1931/32
In 1931/32 werd de eerste voetbalbeker gespeeld die georganiseerd werd door de West-Duitse voetbalbond, de officiële naam was Westdeutsche Verbandspokal 1931/32.
De beker werd in het leven geroepen om de derde deelnemer voor de nationale eindronde aan te duiden. De voorbije jaren namen vicekampioenen van de West-Duitse competities deel aan een aparte eindronde en speelde de winnaar tegen de nummer drie uit de kampioenenpoule, maar nu kreeg de winnaar van deze beker een rechtstreeks ticket. Benrath werd de eerste winnaar en verloor in de eindronde met 1-3 van Hamburger SV. 
Alle clubs die zich voor 31 juli 1931 aangemeld hadden voor de beker mochten meedoen. 

## Eindronde
| Bezirkspokal               | Thuisploeg              | Uitploeg             | Uitslag     |
| -------------------------- | ----------------------- | -------------------- | ----------- |
| Westfalen                  | Arminia Bielefeld       | VfL Osnabrück        | 3:1 (0:0)   |
| Ruhrbezirk                 | Arminia Marten          | SV Rotthausen        | 2:4 (1:1)   |
| Niederrhein                | Sportfreunde 09 Krefeld | Homberger SpV 03     | 1:3 (1:2)   |
| Bergisch-Märkischer Bezirk | VfL 06 Benrath          | SV Weyer             | 9:0 (5:0)   |
| Rheinbezirk                | Rheydter Spielverein    | Rhenania Würselen    | 3:1 (0:0)   |
| Mittelrheinbezirk          | SC 07 Bad Neuenahr      | FV Wied Niederbieber | 5:3         |
| Südwestfalen               | SSV Hagen               | SuS Hüsten 09        | -:-(1)      |
| Bezirk Hessen-Hannover     | Einbecker SV 05         | niet bekend          | niet bekend |

(1): SuS Hüsten trok zich terug omdat zij kampioen van Zuidwestfalen geworden waren en daardoor reeds voor de West-Duitse eindronde geplaatst was.

### Kwartfinale
|              |                       |       |                 |  |
| 9 maart 1932 | DSC Arminia Bielefeld | 6 - 1 | Einbecker SV 05 |  |
| 9 maart 1932 |                       |       |                 |  |

|               |             |       |                    |  |
| 10 april 1932 | VfL Benrath | 9 - 2 | SC 07 Bad Neuenahr |  |
| 10 april 1932 |             |       |                    |  |

|               |                  |       |               |  |
| 10 april 1932 | Homberger SpV 03 | 2 - 0 | SV Rotthausen |  |
| 10 april 1932 |                  |       |               |  |

|               |           |              |                   |  |
| 10 april 1932 | SSV Hagen | 4 - 5 (n.v.) | Rheydter SpV 1905 |  |
| 10 april 1932 |           |              |                   |  |

### Halve Finale
|               |                                |       |                       |                                             |
| 17 april 1932 | VfL Benrath                    | 4 - 2 | DSC Arminia Bielefeld | TuRU-Platz, Düsseldorf Toeschouwers: 10.000 |
| 17 april 1932 | Rasselnberg Hohmann Leonhard , |       | pen',                 | TuRU-Platz, Düsseldorf Toeschouwers: 10.000 |

|               |                                           |       |                  |                     |
| 17 april 1932 | Rheydter SpV 1905                         | 4 - 2 | Homberger SpV 03 | Toeschouwers: 8.000 |
| 17 april 1932 | Lang 9', 88' (pen) Berkele 13' Backus 40' |       | 42' 55' Hochwahr | Toeschouwers: 8.000 |

### Finale
|               |                                    |       |                         |                                               |
| 24 april 1932 | VfL Benrath                        | 3 - 2 | Rheydter SpV 1905       | Rheinstadion, Düsseldorf Toeschouwers: 10.000 |
| 24 april 1932 | Stoffels II 3', 5' Rasselnberg 39' |       | 4' Lang 79' (pen) Stein | Rheinstadion, Düsseldorf Toeschouwers: 10.000 |

1902/03 · 1903/04 · 1904/05 · 1905/06 · 1906/07 · 1907/08 · 1908/09 · 1909/10 · 1910/11 · 1911/12 · 1912/13 · 1913/14 · 1914/15 · 1915/16 · 1916/17 · 1917/18 · 1918/19 · 1919/20 · 1920/21 · 1921/22 · 1922/23 · 1923/24 · 1924/25 · 1925/26 · 1926/27 · 1927/28 · 1928/29 · 1929/30 · 1930/31 · 1931/32 · 1932/33

 Beker: 1931/32 · 1932/33